# Forgó mágneses tér
Helyezzünk el egy kör kerülete mentén két elektromágnest. A tekercseket tápláljuk kétfázisú váltakozó áram rendszerrel, úgy, hogy a szemben lévő tekercseket ugyanaz a fázis táplálja. Az így kialakuló mágneses tér a forgó mágneses tér. Felfedezése Galileo Ferraris nevéhez kapcsolódik.

## Működési elve
Ha az 1. jelű elektromágnes tekercseibe áramot vezetünk, egy bizonyos pillanatban az áram tetőpontját éri el, míg ugyanakkor a 2. jelű tekercsekben nincsen áram.. Az 1. jelű tekercs egyik oldalán keletkezik egy mágneses déli pólus, vele szemben egy északi pólus. A két pólus között mágneses erőtér alakul ki, melynek térerőssége vektorszerű adat, mivel iránya is van , kifejezi a képzelt erővonalak sűrűségét, és irányát. A legközelebbi időpillanatban az 1. jelű tekercsek mágneses hatása gyengül, de erősbödik a 2. jelű tekercseké, kétféle mágneses tér lép tehát fel. Ezt a két térerősséget az erők összetevésének szabálya szerint (vektorálisan) egyesíthetjük. Még valamivel később már az 1. jelű tekercsben nem folyik áram, de legnagyobb lesz a 2. jelű tekercsekben. Az eltelt idő alatt a központban a térerősség nem változott, megtartotta nagyságát, azonban irányát folyamatosan változtatta. A térerősség forog a központ körül, egy körülfordulást végezve egy áramszakasz alatt. Ámde nemcsak a központ beli térerősségről mondhatjuk el ezt, az egész erőtér az összes erővonalak alakjának csekély változtatásával, mindenestül forog a tengely körül. Így a keletkező tér a forgó mágneses tér.
Ha a kör középpontjában egy iránytűt helyezünk el, az együtt forog a forgó mágneses térrel.

## Előállítása
A működési elvnél leírt forgó mágneses teret többféleképpen is előállíthatjuk.

### Háromfázisú erőtér
A működési elvnél leírtaknak megfelelően három elektromágnest helyezünk el. Azokat háromfázisú árammal tápláljuk. A forgó mágneses tér iránya függeni fog a fázissorrendtől. Attól, hogy időben melyik követi 120°Fáziseltolással az 1. tekercsbe vezetett áramot.

### Kondenzátoros fáziseltolással
A főáramkör tekercseket egyfázisú váltakozó árammal tápláljuk, míg a segédáramkör tekercseket kondenzátoron keresztül ugyanarról az egy fázisról. A kondenzátor hatására az áram (csak kapacitív tagot feltételezve) 90°-al siet a feszültséghez képest, és így alakul ki a forgó mágneses tér.

### Indukciós tekercs beiktatásával
A főáramkör tekercseket egyfázisú váltakozó árammal tápláljuk, míg a segédáramkör tekercseket induktivitáson keresztül ugyanarról az egy fázisról. Az induktivitás hatására az áram (csak induktív tagot feltételezve) 90°-al késik a feszültséghez képest, és így alakul ki a forgó mágneses tér.

## Felhasználása

### Áramló villamos energia mérése
Ha a tekercsek belsejében nem iránytűt, hanem fémből készült tárcsát helyezünk el, abban feszültség indukálódik, (Ferraris tárcsa) és mivel zárt menetnek fogható fel, abban áram folyik. Az indukált áramra érvényes Lenz törvénye, így a tárcsa forog a forgó mágneses térrel. Ezen az elven működik pl. az indukciós műszer.

### Egyfázisú motorok
A háztartásokban általában nem áll rendelkezésre háromfázisú hálózat, és ott kondenzátoros, vagy indukciós fáziseltolással forgó mágneses teret hoznak létre,

### Háromfázisú motorok
A háromfázisú motoroknál három elektromágnes van elhelyezve, melyek csillag, vagy háromszög kapcsolásba lehetnek kötve. A forgási irány függ a fázissorrendtől.

## Külső hivatkozások
- https://web.archive.org/web/20140213185032/http://szft.elte.hu/~kojnok/06-07_2/WTGkfea6.htm
- Karsa Béla: Villamos mérőműszerek és mérések (Műszaki Könyvkiadó. 1962),